# 巴縣 (明朝)
巴縣，中国古代县名。
洪武九年（1376年）四月，以巴州治所化城縣省入巴州，又改巴州為巴縣，屬保寧府。正德九年（1514年），復為巴州。 